# Rosa multiflora
Espèce
Classification phylogénétique
Le rosier multiflore (Rosa multiflora) est une espèce de plantes à fleurs de la famille des Rosaceae. C'est un rosier très vigoureux et très florifère, classée dans la section des Synstylae, originaire d'Extrême-Orient (Chine, Taïwan, Japon et Corée). Cette espèce est à l'origine de nombreuses formes de rosiers grimpants et de la classe des Polyanthas.
Il en existe de très nombreuses formes et variétés dont  :
- Rosa multiflora var. adenochaeta (Koidz.) Ohwi ex H.Ohba, à fleurs simples, roses,
- Rosa multiflora var. alboplena Te T.Yu & T.C.Ku, à fleurs doubles blanches,
- Rosa multiflora var. carnea Redouté & Thory, à fleurs doubles roses,
- Rosa multiflora var. cathayensis Rehder & E.H.Wilson, à fleurs blanches jusqu'à 4 cm de diamètre,
- Rosa multiflora var. multiflora, à fleurs blanches de 1,5 à 2 cm de diamètre,
- Rosa multiflora var. plena Regel,
- Rosa multiflora var. watsoniana (Crép.) Matsum.

Synonymes :
- Rosa cathayensis (Rehder & E.H.Wilson) L.H.Bailey
- Rosa ×floribunda hort. ex Andrews
- Rosa polyantha Siebold & Zucc. (synonyme de la variété Rosa multiflora var multiflora).

## Description
C'est un arbuste grimpant sur les autres plantes jusqu'à une hauteur de 3 à 5 mètres, aux tiges robustes munies d'aiguillons recourbés (parfois absents).
Les feuilles, de 5 à 10 cm de long, imparipennées, sont composées de 5 à 9 folioles et portent à la base du pétiole des stipules plumeuses.
Les fleurs, petites (de 1,5 à 4 cm de diamètre), blanches ou roses, sont regroupées en grands corymbes pyramidaux. Les styles sont soudés en une colonne unique, caractéristique de la section des Synstylae. La floraison a lieu au début de l'été, c'est-à-dire fin juin et juillet dans l'hémisphère nord.
Les fruits, rouge à pourpre à maturité, ont 6 à 8 mm de diamètre.

## Distribution et habitat

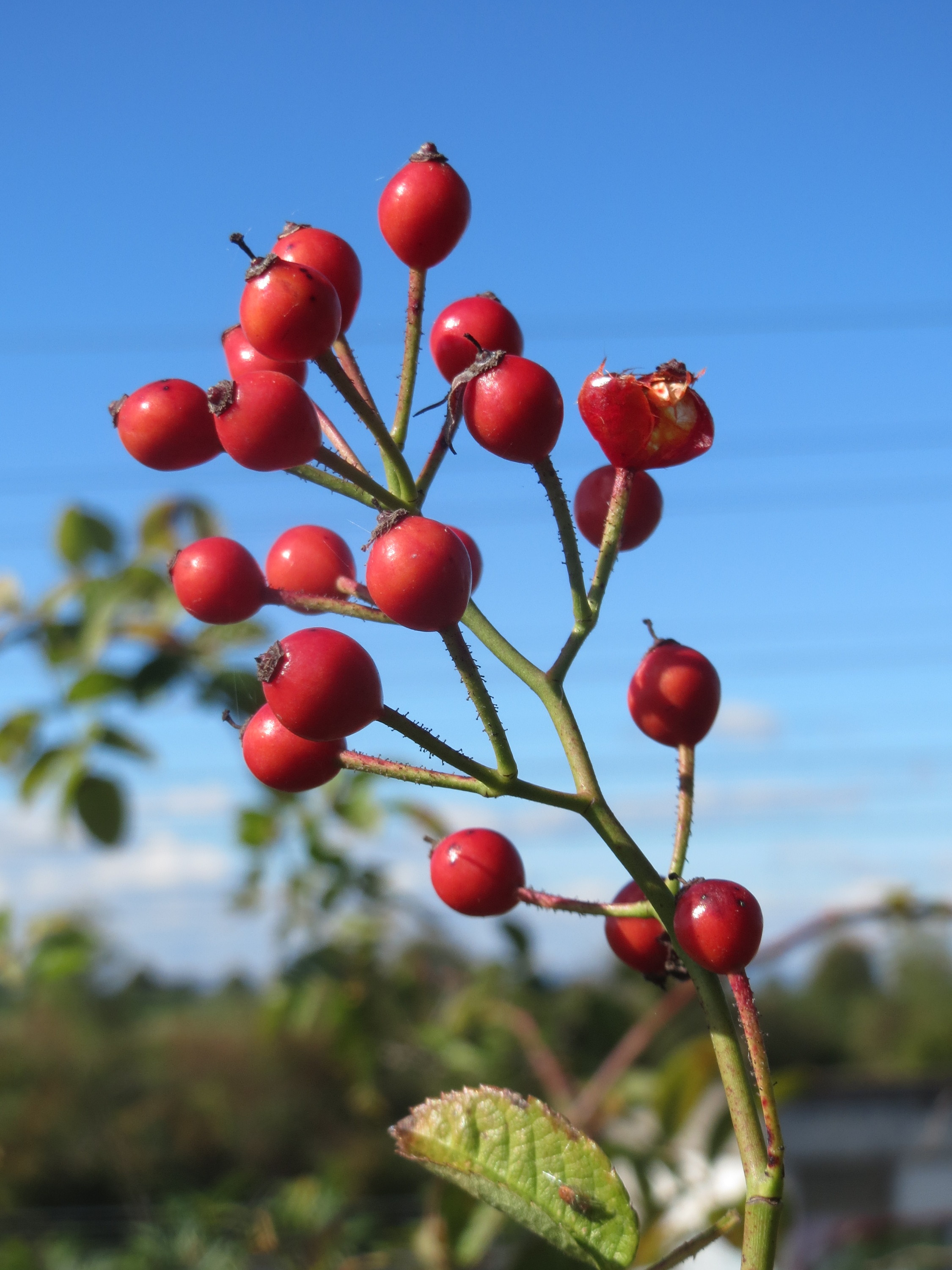
Fruits de Rosa multiflora

L'aire d'origine de cette espèce se situe en Extrême-Orient :
- Chine continentale (Anhui, Fujian, Gansu, Guangdong, Guangxi, Guizhou, Hebei, Henan, Hunan, Jiangsu, Jiangxi, Shaanxi, Shandong, Zhejiang),
- Corée,
- Taïwan,
- Japon (Hokkaidō, Honshū, Shikoku).

C'est au Japon, où il est connu sous le nom de no-ibara, le rosier sauvage le plus commun.
Elle s'est largement naturalisée dans tous les continents : Îles Britanniques, Afrique du Sud, États-Unis et Canada, Nouvelle-Zélande, se comportant parfois comme une plante envahissante.
On la rencontre dans les forêts et sur les rives de cours d'eau entre trois cents et deux mille mètres d'altitude. c'est une plante très prolifique qui s'accommode de conditions très variées de sol et d'humidité.

## Culture et utilisation
Rosa multiflora est cultivé comme plante ornementale et est considéré comme le type de la classe des « rosiers multiflores grimpants ». De nombreuses variétés ou hybrides ont été créés à la fin du XIXe siècle et dans la première moitié du XXe siècle, notamment par des rosiéristes allemands tels que J.C. Schmidt et R. Geschwind.
Il sert également de porte-greffe car il supporte les sols acides, pour la reproduction par greffage de cultivars de rosiers améliorés. On utilise notamment à cet effet les variétés Rosa multiflora 'Japonica' et Rosa multiflora' Inermis'.
Il se multiplie facilement par boutures.

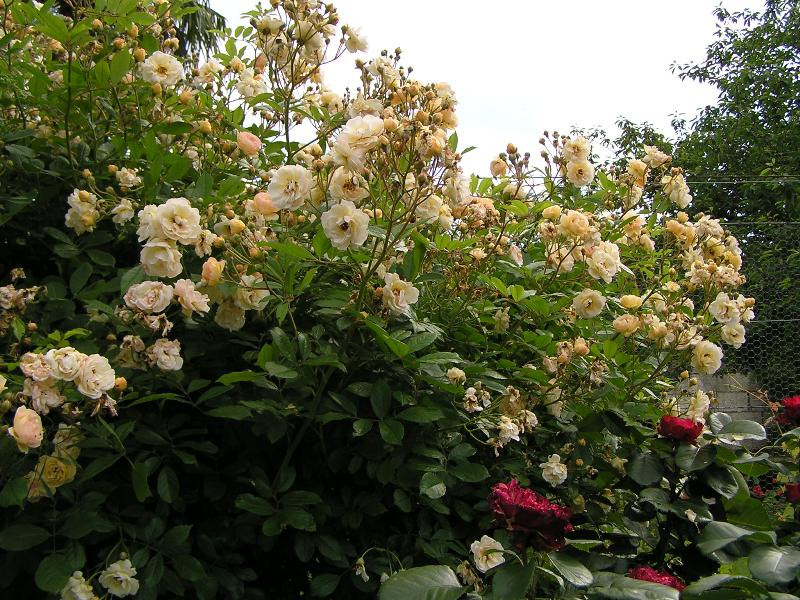
'Ghislaine de Féligonde' (E. Turbat, 1916).

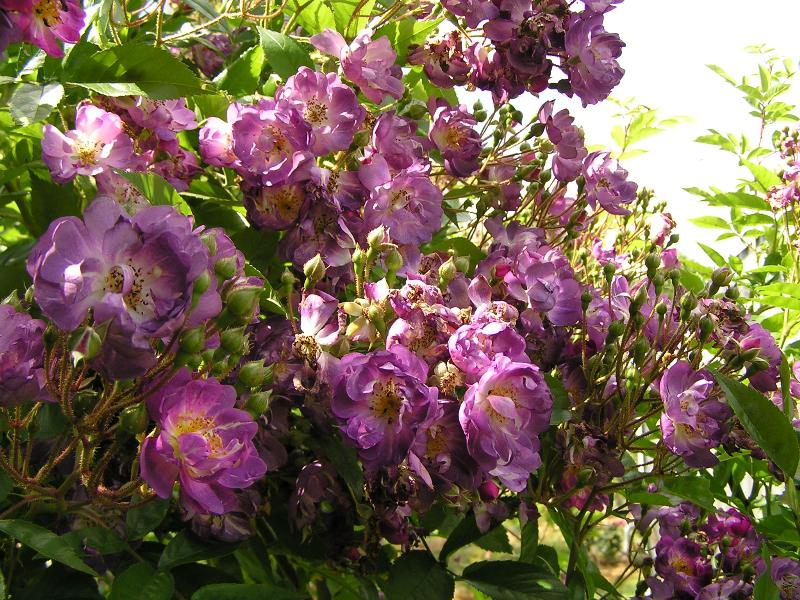
'Veilchenblau' (J.C. Schmidt, 1909).

Dans l'est de l'Amérique du Nord, le rosier multiflore est devenu une plante envahissante, alors qu'il avait été introduit à l'origine comme mesure pour la conservation des sols et pour favoriser la faune sauvage. Il est facile à distinguer des rosiers indigènes américains grâce à ses grandes inflorescences, qui portent de nombreuses fleurs ou fruits, souvent plus d'une douzaine, tandis que les espèces américaines n'en portent qu'une ou quelques-unes par branche.

Avec le temps, cette plante est devenue un problème écologique grave à cause de sa capacité à pousser dans des conditions variées de lumière, de sol et d'humidité, et parce que ses graines sont largement diffusées par les oiseaux. Une fois installée, elle forme des fourrés presque impénétrables qui se substituent aux plantes indigènes et créent un risque d'incendie dans les régions sauvages. En certains endroits des États-Unis, on a classé le rosier multiflore comme « mauvaise herbe nuisible ». Dans les régions de pâturage, ce rosier est généralement considéré comme une véritable peste, bien qu'il puisse être brouté par les chèvres. 

## Variétés, mutations et hybrides
Variétés 
- Rosa multiflora 'Adenochæta', très rustique, à fleurs moyennes blanc rosées,
- Rosa multiflora  'Flore pleno' et 'Carnea' qui diffèrent par leurs fleurs doubles blanches ou roses,
- Rosa multiflora 'Cathayensis', à grandes fleurs blanches au bord rosé,
- Rosa multiflora watsoniana, trouvée en 1850 dans un jardin japonais,
- Rosa multiflora wilsonii, à fleurs simples blanches, très florifère,
- Rosa multiflora 'Nana', mutation ou hybride, rosier nain à fleurs simples, blanches ou roses de mai à octobre,
- Rosa multiflora 'Platyphilla', la 'Seven Sisters Rose' aux fleurs doubles en corymbes, passant du carmin au rose puis à l'ivoire.

Hybrides proches du type de l'espèce :
- 'Bobbie James', à fleurs simples blanches, très florifère,
- 'Rambling Rector', à fleurs blanches semi-doubles,
- 'Neige d'Avril', à fleurs blanches semi-doubles,
- 'Seagull', à fleurs blanches simples,
- 'Aglaia' (Rosa multiflora × 'Rêve d'Or'), le premier grand sarmenteux jaune, aux fleurs jaune paille, semi-doubles parfumées,
- 'Ghislaine de Féligonde', aux multiples petites fleurs doubles passant du jaune à l'ivoire[5],
- 'Veilchenblau' ou 'bleu-violet', obtenu par Schmidt en 1909, d'un très rare violet foncé, encore très présent en milieu rural. Cultivar issu de 'Crimson Rambler' x 'Souvenir de Brod'.

Les rosiers polyantha (Rosa multiflora × Rosa chinensis) dont les premiers sont obtenus par Jean-Baptiste Guillot : en 1875 'Pâquerette' à fleurs blanches, puis en 1880 'Mignonnette', à fleurs roses et en 1887 'Gloire des Polyanthas',
- 'Pâquerette' est nain avec des bouquets de toutes petites fleurs blanches doubles,
- 'Mignonnette' est lui aussi nain et ses  fleurs en bouquets sont roses,
- 'Yvonne Rabier' (Turbat, 1910), roses doubles abondantes, très remontantes, un des plus beaux rosiers blancs,
- 'Orléans Rose' (Levavasseur, 1909) est un petit buisson, important par sa descendance : une grande partie des polyanthas actuels.